# Only a Northern Song
Only a Northern Song (algo como 'Apenas Uma Canção do Norte') é uma canção dos Beatles que aparece no filme e no álbum Yellow Submarine de 1969. Foi escrita e cantada por George Harrison.
A base da faixa foi gravada em 13 de Fevereiro de 1967, com overdubs adicionados no dia 14 do mesmo mês e no dia 20 de Abril. Originalmente, a canção iria aparecer no álbum Sgt. Pepper's Lonely Hearts Club Band. De acordo com o engenheiro de som dos Beatles, Geoff Emerick, a música foi deixada de fora do álbum porque os membros da banda acharam que ela não combinava com o resto das músicas. Tendo uma letra que faz referência ao próprio escritor, uma forma musical inconvencial e instrumentação pouco usual, incluindo trompetes distorcidos, um órgão com reverb (reverberação), sinos, e um glockenspiel, esta é uma das músicas mais psicodélicas dos Beatles.
Ao longo da música, Paul McCartney toca trompete, assim como os outros membros tocam instrumentos de percussão tais como glockenspiel, sinos orquestrais e tímpano. Um mellotron também pode ser ouvido em algumas partes da música. Uma versão editada e ligeiramente acelerada da canção sem os overdubs do dia 20 de Abril (apenas órgão, bateria, baixo e vocal) foi lançada no álbum Anthology 2 em 1996, com uma tomada vocal diferente contendo alguma variação na letra. Como a música foi feita com duas tomadas separadas tocando em sincronia, a versão original da música só existia em mono, até 1999, quando uma versão remixada em estéreo da faixa foi lançada no álbum de coletânea Yellow Submarine Songtrack.
A letra mostra o descrédito de Harrison para com a própria música, concluindo cada verso com a frase "It's only a Northern song" ('É apenas uma canção do Norte'), que Harrison explicou se referir tanto à cidade natal dos Beatles, Liverpool, que fica no noroeste da Inglaterra, como à companhia de publicações Northern Songs (George ainda não tinha formado sua própria companhia de publicação; 'Northern Songs' era a companhia de publicação de Lennon/McCartney). A música às vezes é interpretada como uma zombaria à Lennon/McCartney, fazendo referência às letras e músicas psicodélicas que os dois faziam na época, e como uma reação às atitudes de menosprezo de Lennon e McCartney para com as composições de Harrison, com ele cantando indiferentemente "It doesn't really matter what chords I play/What words I say or time of day it is/As it's only a Northern song" ('Não importa realmente que acordes eu toco/Que palavras eu digo ou que hora do dia é/Já que é apenas uma canção do norte').

## Ficha Técnica
- John Lennon - Piano, Glockenspiel, Mellotron, Efeitos sonoros e barulhos
- Paul McCartney - Baixo, Trompete, Efeitos sonoros e barulhos
- George Harrison - Órgão, Vocal principal, Efeitos sonoros e barulhos
- Ringo Starr - Bateria, Efeitos sonoros e barulhos